# Azumaya Gorō
Azumaya Gorō (jap. 東屋 五郎; * 26. Februar 1920 in Yokohama; † 8. Juli 2010) war ein japanischer Mathematiker, der sich mit Algebra beschäftigte.

## Leben
Azumaya wuchs in Ōsaka auf. Er studierte an der Universität Tokio und promovierte 1949 an der Universität Nagoya bei Iyanaga Shōkichi. Danach war er Assistenz-Professor an der Universität Nagoya und ab 1953 Professor an der Universität Hokkaidō. 1956 bis 1959 besuchte er die USA, wo er zwei Jahre an der Yale University und ein Jahr an der Northwestern University war. Dann war er wieder an der Universität Hokkaido, war 1964 Gastprofessor an der University of Massachusetts und 1965 an der Indiana University. Ab 1968 hielt er eine volle Professur an der Indiana University.  1975/76 war er Gastprofessor an der Universität München und 1983/84 an der ETH Zürich.
1951 führte er die nach ihm benannte Azumaya-Algebren ein als Verallgemeinerung von zentralen einfachen Algebren, die statt über Körpern über 
Ringen definiert sind. Er klassifizierte diese Algebren über Henselschen Ringen. Azumaya-Algebren  fanden Anwendungen in der algebraischen Geometrie (Alexander Grothendieck Mitte der 1960er Jahre in seiner Theorie der Brauergruppe) und arithmetischen algebraischen Geometrie. Azumaya befasste sich vor allem mit Ringtheorie. Eine Erweiterung des Satzes von Krull-Remak-Schmidt über die eindeutige Darstellung eines Moduls durch eine direkte Summe unzerlegbarer Summanden, den Azumaya 1950 bewies, trägt seinen Namenszusatz (Krull-Schmidt-Remak-Azumaya-Theorem oder Krull-Schmidt-Azumaya-Theorem). Unabhängig von Kiiti Morita führte er Ende der 1950er Jahre die Morita-Dualität von Ring-Moduln ein.
Er arbeitete in Japan ab den 1940er Jahren mit Nakayama Tadashi zusammen, mit dem er 1949 den Preis Chūnichi Bunkashō der Zeitung Chūnichi Shimbun gewann. Mit Nakayama schrieb er auch ein japanisches Lehrbuch über Algebra.

## Schriften
- mit Nakayama Tadashi: 代数学II: 環論 (Algebra II: Ringtheorie), 岩波書店, 1954 (japanisch)

## Verweise
1. ↑  Gorō Azumaya: On maximally central algebras (25. Dezember 1950), Nagoya Mathematical Journal 2, 1951, S. 119–150 (englisch; Zentralblatt-Rezension)
2. ↑  Gorō Azumaya: Corrections and supplementaries to my paper concerning Krull-Remak-Schmidt’s theorem (15. Februar 1950), Nagoya Mathematical Journal 1, 1950, S. 117–124 (englisch; Zentralblatt-Rezension). Azumaya erweiterte den Satz von R-Modulen endlicher Länge auf solche unendlicher Länge, unter der Annahme lokaler Endomorphismenringe für jeden Summanden, z. B. Paul Cohn: Introduction to Ring Theory, Springer, 2000, S. 83
3. ↑  Gorō Azumaya: A duality theory for injective modules. (Theory of quasi-Frobenius modules), American Journal of Mathematics 81, Januar 1959, S. 249–278 (englisch; Zentralblatt-Rezension)
4. ↑  Der Preis wird jährlich an fünf Personen aus der Region Nagoya verliehen, die sich in Wissenschaft und Kunst auszeichneten

| Personendaten    | Personendaten            |
| ---------------- | ------------------------ |
| NAME             | Azumaya, Gorō            |
| ALTERNATIVNAMEN  | 東屋 五郎 (japanisch)    |
| KURZBESCHREIBUNG | japanischer Mathematiker |
| GEBURTSDATUM     | 26. Februar 1920         |
| GEBURTSORT       | Yokohama                 |
| STERBEDATUM      | 8. Juli 2010             |